# Yasuhikotakia caudipunctata
Yasuhikotakia caudipunctata е вид лъчеперка от семейство Cobitidae. Видът не е застрашен от изчезване.

## Разпространение
Разпространен е в Лаос и Тайланд.

## Описание
На дължина достигат до 9 cm.